# Реиналдо Аренас
Реиналдо Аренас (шп. Reinaldo Arenas; Провинција Оријенте, 16. јул 1943 — Њујорк, 7. децембар 1990) је био кубански пјесник, романописац и драматург који је у младости подржавао кубанску револуцију, да би се касније побунио против комунистичког режима и постао једна од његових најпознатијих жртава.

## Живот
Аренас је рођен у руралном дијелу кубанске провинције Оријенте. Недуго после његовог рођења, његов отац је напустио њега и мајку, тако да су живјели у кући родитеља његове мајке. Године 1963. преселио се у Хавану, гдје је студирао филозофију и књижевност али није завршио студије. Неко вријеме радио је у библиотеци "Хосе Марти", гдје је његов рад био примијећен тако да је за свој први роман „Пјевање из душе“ добио награду Кубанског удружења писаца. Међутим, његова каснија писања као и чињеница да није скривао своју хомосексуалност, довела су га у сукоб са комунистичким режимом на Куби.
Године 1973. затворен је под оптужбом за „идеолошку девијацију“, али је побјегао из затвора и покушао напустити Кубу. Након што су га кубанске власти нашле, послали су га у злогласни затвор „Ел моро кастл“ заједно са најозлоглашенијим криминалцима. Преживио је помажући затвореницима да пишу писма својим женама и љубавницама. На тај начин успио је да сакупи довољно папира како би наставио писати романе. Међутим, приликом покушаја да прокријумчари своја дјела из затвора откривен је и кажњен. Из затвора је пуштен 1976. године, а 1980. године напустио је Кубу и заједно са још 100.000 кубанаца емигрирао у САД.

## Значајнија дјела
Године означавају вријеме издавања дјела на шпанском, нека дјела су издана након пишчеве смрти.
- 1966. El mundo alucinante (Халуцинације)
- 1982. El palacio de las blanquisimas mofetas (Палата белих творова)
- 1987. Otra vez el mar (Збогом море)
- 1982. El color del verano (Боја љета)
- 1990. El Asalto (Напад)
- 1987. El portero (Портир)
- 1992. Antes que anochezca (Прије ноћи)
- 1980. La vieja Rosa (Стара ружа)
- 1981. Termina el desfile (Парада завршава)
- 1984. Arturo, la estrella más brillante (Артур, најсјајнија звијезда)
- 1986. Necesidad de libertad (Потреба за слободом)
- 1987. La Loma del Angel (Гробље анђела)
- 1989. Voluntad de vivir manifestándose (Демонстрација воље за животом)
- 1990. Viaje a La Habana (Путовање у Хавану)
- 1991. Final de un cuento (Крај приче)
- 1996. Adiós a mamá (Збогом мама)

## Болест и смрт
Године 1987. Аренасу је дијагностикована сида, али је он наставио да пише и говори против кубанског режима. Био је ментор многим кубанским писцима у егзилу. У децембру 1990. извршио је самоубиство у Њујорку, тако што се предозирао таблетама и алкохолом. У поруци коју је оставио, написао је следеће:
| „ | Због мог здравственог стања и страшне депресије у којој се налазим, нисам више у стању да пишем и да се борим за слободу Кубе, због тога окончавам свој живот... Желим да охрабрим све кубанце у земљи и изван ње да наставе да се боре за слободу.... Куба ће бити слободна. Ја већ јесам." | ” |

## Прије ноћи
Аутобиографија Реиналда Аренаса "Прије ноћи" коју је Њујорк тајмс уврстио међу 10 најбољих књига 1993. године, екранизована је 2000. године у истоименом филму. Као глумци појављују се Хавијер Бардем (номинација за оскара), Џони Деп, Оливер Мартинез, Андреа Ди Стефано и други.